# Provinces du Turkménistan

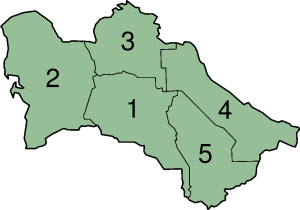
Carte des provinces du Turkménistan.

Les provinces du Turkménistan constituent la plus grande subdivision administrative de ce pays d'Asie centrale. Le Turkménistan est divisé en cinq provinces (en turkmène : welaýat au singulier, welaýatlar au pluriel) et une ville indépendante (şäher), la capitale Achgabat.
Les provinces sont dirigées par un gouverneur (veli). Les provinces sont subdivisées en districts (etrap au singulier, etraplar au pluriel).
| Nom      | ISO 3166-2 | Capitale    | Superficie (km²) | Population (estimation 1995) | Numéro (sur la carte) |
| -------- | ---------- | ----------- | ---------------- | ---------------------------- | --------------------- |
| Achgabat | TM-S       | Achgabat    | 260              | 604 000                      | N/A                   |
| Ahal     | TM-A       | Arkadag     | 95 400           | 722 800                      | 1                     |
| Balkan   | TM-B       | Balkanabat  | 138 500          | 424 700                      | 2                     |
| Daşoguz  | TM-D       | Daşoguz     | 73 600           | 1 059 800                    | 3                     |
| Lebap    | TM-L       | Türkmenabat | 93 800           | 1 034 700                    | 4                     |
| Mary     | TM-M       | Mary        | 86 800           | 1 146 800                    | 5                     |

## Historique
À la suite de l'indépendance du Turkménistan le 27 octobre 1991, le gouvernement garde les contours des divisions administratives de l'ancienne république socialiste soviétique du Turkménistan mais en change les noms :
- l'oblast d'Achgabat devient la province (welayat[2]) d'Ahal, avec pour capitale Annaou ;
- l'oblast de Krasnovodsk devient la province de Balkan, avec pour capitale Nebit-Dag ;
- l'oblast de Tachaouz devient la province de Daşoguz, avec pour capitale Dashhowuz ;
- l'oblast de Tchardjou devient la province de Lebap, avec pour capitale Chärjew ;
- et l'oblast de Mary devient la province de Mary, avec pour capitale Mary[1].

En 1996, la capitale Achgabat obtient un statut à part entière : elle quitte la province d'Ahal et devient une ville indépendante.
En 1999, Annaou, Nebit-Dag et Chärjew changent de nom et deviennent respectivement Änew, Balkanabat et Türkmenabat.
En 2022, la ville nouvelle d'Arkadag devient la capitale de la province d'Ahal.